# (5546) Салават
(5546) Салават (баш. Салауат) — астероид из группы главного пояса, который был открыт 18 декабря 1979 года бельгийским астрономом Анри Дебеонем в обсерватории Ла-Силья и назван в честь промышленного города Салавата. 

Орбита астероида Салават и его положение в Солнечной системе